# مجلس الجيش الجمهوري الأيرلندي
كان مجلس الجيش الجمهوري الأيرلندي هو هيئة صنع القرار في الجيش الجمهوري الأيرلندي، وهو مجموعة شبه عسكرية مكرسة لإنهاء الاتحاد بين أيرلندا الشمالية وبريطانيا العظمى. كان المجلس يضم سبعة أعضاء، قالت الحكومتان البريطانية والأيرلندية إن جيري آدمز، الرئيس السابق لشين فين كان من ضمن الأعضاء. أعلنت لجنة المراقبة المستقلة في عام 2008 أن المجلس «لم يعد يعمل»،  لكنها ذكرت أيضًا أن مجلس الجيش لا يزال موجودًا ولم يتم حله.

## خلفية

### الأصول
انقسم مجلس الجيش التابع للجيش الجمهوري الأيرلندي في ديسمبر 1969 وظهر مجلس الجيش «المؤقت» كرأس للجيش الجمهوري الأيرلندي المؤقت المشكل حديثًا.

### الوضع القانوني
كان الجيش الجمهوري الإيرلندي منظمة محظورة بموجب أحكام قوانين الجرائم ضد الدولة التي صدرت بين عامي 1939 و1998 في جمهورية أيرلندا وبموجب تشريع مماثل لمكافحة الإرهاب في المملكة المتحدة، مما يجعل العضوية فيه جريمة جنائية. في الجمهورية، تجري محاكمات العضوية في المحكمة الجنائية الخاصة (حيث ينظر ثلاثة قضاة في القضايا دون هيئة محلفين، بناءً على شهادة مشرف من الشرطة أو رتبة أعلى) وتعاقب عليها بالسجن لمدة أقصاها خمس سنوات.

### العلاقة مع شين فين
كبار أعضاء شين فين، وبعضهم، وفقًا لكل من الحكومتين البريطانية والأيرلندي، قدأنضموا لممجلس الجي، جنبًا إلى جنب مع أعضاء الجيش الجمهوري الإيرلندي الذين لا يُعرف أنهم متورطون في أنشطة غير قانوني، كانوا محصنين بشكل فعال من الملاحقة القضائية في السنوات الأخيرة من أجل لتمكين التقدم في عملية السلام.[بحاجة لمصدر] في 14 كانون الثاني (يناير) 2005، اتهم مارتن فيريس، وهو عضو في شين فين من نورث كيري، بأنه عضو في مجلس الجيش الجمهوري الإيرلندي في مقال في الأيرلندية تايمز كتبه الصحفي كيفن مايرز. في نفس المقال، اتهم مايرز أيضًا أعضاء من الشين فين الذين زاروا داونينغ ستريت في ديسمبر 2004، وهو وفد ضم جيري آدامز، بالجلوس في مجلس الجيش.[بحاجة لمصدر]
في 20 فبراير 2005، قام وزير العدل الأيرلندي مايكل ماكدويل بتسمية فيريس وجيري آدامز ومارتن ماكجينيس، كبير مفاوضي شين فين، كأعضاء في مجلس الجيش خلال مقابلة إذاعية. أصدر الرجال الثلاثة بيانًا في اليوم التالي ينفون فيه التهمة.
في 27 يوليو 2005، أعرب ماكدويل عن اعتقاده بأن آدامز وماكجينيس وفيريس قد غادروا مؤخرًا (خلال الأيام القليلة الماضية) مجلس الجيش الجمهوري الإيرلندي. ومع ذلك، ادعى أيضًا أنه يرى أن هذا في حد ذاته لا يرقى بالضرورة إلى انقسام دائم بين المنظمتين.
في 20 تشرين الأول / أكتوبر 2015، أفاد تقييم المجموعات شبه العسكرية في أيرلندا الشمالية، بتكليف من وزير الدولة لأيرلندا الشمالية بشأن هيكل ودور وغرض المنظمات شبه العسكرية، أن هياكل الجيش الجمهوري الإيرلندي لا تزال موجودة «في شكل أقل بكثير»، بما في ذلك «قيادة عليا، مجلس الجيش المؤقت وبعض الإدارات»، لكنهم لا يجندون أعضاء. وخلصت إلى أن الجيش الجمهوري الإيرلندي لا يزال لديه إمكانية الوصول إلى بعض الأسلحة، لكنه لم يسعى إلى شراء المزيد منذ عام 2011 على الأقل. وقالت أيضا أن أعضاء الجيش الجمهوري الايرلندي يعتقدون أن مجلس الجيش يشرف على كل من الجيش الجمهوري الايرلندي وشين فين.

## عضوية
في مايو 2005، ذكرت صحيفة صنداي تايمز أنه تم إجراء التغييرات التالية على مجلس جيش الجيش الجمهوري الإيرلندي:
- حل برنارد فوكس محل بريان كينان
- تم تسمية بريان آرثرز وشون موراي كبديلين محتملين لجيري آدامز
- حل مارتن لينش محل مارتن ماكجينيس
- كما ورد أن مارتن فيريس قد استقال من منصبه

ذكرت صحيفة صنداي تايمز في يوليو 2005 أن مصادر أمنية تعتقد أن مجلس الجيش الحالي يتكون من:
- توماس مورفي، رئيس الأركان
- بريان آرثرز، قائد لواء شرق تيرون التابع للجيش الجمهوري الإيرلندي المؤقت
- برنارد فوكس، مضرب سابق عن الطعام (في 24 سبتمبر 2006، ذكرت صحيفة صنداي تايمز أن فوكس قد استقال من مجلس الجيش) [9]
- شون موراي، من بلفاست، قائد المنطقة الشمالية
- مارتن لينش، القائد العام، أحد مؤيدي آدامز من بلفاست [10]
- بريان جيلن، من بلفاست
- رجل من دبلن لم يذكر اسمه لأسباب قانونية